# Escudo de Belmonte de Miranda

El escudo de Belmonte de Miranda es un escudo medio partido y cortado.
- En el primer cuartel partido: cinco bustos de doncellas rodeadas por serpientes, que es el escudo del linaje de Miranda.

- El segundo cuartel partido: llamas de oro que son las armas de Cienfuegos, de las que existen diversas versiones: en algunas casonas, aparecen sólo una llama y en otras cinco pequeñas llamas.

- Tercer cuartel cortado: brazo de un monje empuñando un báculo, acompañado de los lises una a cada lado, una cruz flordelisada de oro y una mitra abacial, este cuartel es una variante de las armas de la congregación de Castilla de la Orden del Cister.

La Real Academia de la Historia, modifica este cuartel, quitando las flores, la cruz y la mitra que representan el coto Abacial de Belmonte, propiedad del monasterio de Lapedo, aunque el Ayuntamiento sigue utilizándolo. BOE 131, de 01/06/1962
En la parte superdio, el timbre, corona real, cerrada.
- Datos: Q5837896